# Белавцева Надія Анатоліївна
Наді́я Анато́ліївна Бела́вцева (* 1993) — українська гімнастка; восьмиразова чемпіонка України. Майстер спорту України з художньої гімнастики (2010).

## З життєпису
Народилася 1993 року в місті Чернівці. На гімнастику у віці 7 років привів дідусь. Першим тренером була Джульєтта Миколаївна Чорна. Вигравала всі змагання в Чернівцях — і почала їздити на спортивні збори до Києва. 2006 року під час однієї з поїздок, перед від'їздом додому, тренер попросив залишитися. Три роки тренувалася під керівництвом Дерюгіних.
Від 2006 по 2010 рік входила до складу Олімпійської збірної України з художньої гімнастики. Вісім разів була чемпіонкою України та переможницею міжнародних змагань.
Працює тренером і продовжує виступати. Майстер спорту з художньої гімнастики, чемпіонка України в особистій першості, командному заліку і групових вправах. Навчалася в Київському національному університеті фізичного виховання і спорту.